# Chaanchre Sobekhotep
Chaanchre Sobekhotep (andere Schreibweise Chaanchre Sebekhotep) war ein altägyptischer König (Pharao) der 13. Dynastie (Zweite Zwischenzeit), der etwa um 1735 v. Chr. regierte.

## Belege
Chaanchre ist ein wenig bekannter König der 13. Dynastie. Als Chai-anch-Re erscheint dieser Herrscher in der Königsliste von Karnak. Er ist vielleicht mit dem Sobekhotep identisch, der in Kolumne 6, Zeile 15 des Turiner Königspapyrus erscheint. Diese Identifizierung ist jedoch nicht zwingend, womit auch die Einordnung des Herrschers innerhalb der 13. Dynastie nicht über alle Zweifel erhaben ist. Interessant ist der Umstand, dass hinter seinem Namen im Turiner Königspapyrus noch ein „Sohn von“ zu erkennen ist. Der folgende Name ist weitestgehend zerstört, doch war er sicherlich nicht königlich, womit man vor dem Umstand steht, dass dieser König auf seine bürgerliche Herkunft stolz war und diese in den Königslisten vermerken ließ. Etwas Vergleichbares ist von Neferhotep I. bekannt, der etwas später auch immer wieder seine nichtköniglichen Eltern erwähnt.
Die weiteren Namen kennt man von einem Altar und einer Stele aus Abydos und stammen wohl von einer kleinen Kapelle, die Basis einer Statue stammt wohl aus Karnak (sie ist dem Gott Amun-Re gewidmet), das Bruchstück einer Säule ist unbekannter Herkunft. Die Länge seiner Regierungszeit ist unbekannt, wird aber kaum sehr lang gewesen sein. Neuere Untersuchungen setzten den Herrscher in die spätere 13. Dynastie.
Im Sommer 2013 wurde ein leerer 60 Tonnen schwerer Sarkophag aus Quarzit in der Nekropole Abydos von Archäologen der Universität von Pennsylvania unter Leitung von Josef W. Wegner in einem Grab entdeckt. Es war jedoch zunächst unbekannt, wer in dem Grab, das ursprünglich unterhalb einer Pyramide lag, beigesetzt worden war. Ende Dezember 2013 fanden die Archäologen dort noch Teile eines Reliefs, auf dem ein Herrscher auf dem Thron sitzend dargestellt ist. Auf einem weiteren Bruchstück ist der Anfang der Namenskartusche mit der ersten Hieroglyphe Sobek erhalten. Die aufgefundene Keramik und die Ähnlichkeit des Grabes mit der Ameni-Qemau-Pyramide lassen vermuten, dass hier Sobekhotep I. beigesetzt war. Spätere Untersuchungen zeigten jedoch, dass das Grab wahrscheinlich Sobekhotep IV. gehört.